# Hodočasnička bazilika Maria Taferl
Hodočasnička bazilika Maria Taferl (njem. Wallfahrtskirche Maria Taferl) katoličko je marijansko svetište Gospe Žalosne koje se nalazi u istoimenoj donjoaustrijskoj općini. To je ujedno i najznačajnije marijansko hodočastilište u austrijskoj saveznoj državi Donjoj Austriji te poslije Mariazella, austrijskoga nacionalnog marijanskog svetišta, drugo najveće marijansko svetište u Austriji.

## Povijest
Taferl je u austrijskom dijalektu naziv za malu ploču: u ovome slučaju riječ je o drvenoj ploči s rezbarijom Svetoga Križa pričvršćenoj na jednome hrastu: tu je ploču, prema predaji i dostupnim povijesnim izvorima, sudac Alexander Schinagl 1642. godine zamijenio slikom Gospe Žalosne kao darom zahvalnosti s vlastitoga kućnoga oltara Gospi za čudotvorno ozdravljenje. Uslijedila su potom i druga neobjašnjiva čuda i anđeoska ukazanja, pa je stoga 1660. godine domaćem stanovništvu odobreno da na mjestu spomenutoga hrasta sagradi crkvu.
Bazilika Maria Taferl sagrađena je na brdu 233 m iznad Dunava: s terase ispred ulaza u baziliku pruža se prekrasan pogled na dolinu Dunava i brdoviti krajolik od Mostviertela (jugozapadnoga dijela Donje Austrije) do Alpa. Svetište godišnje posjeti oko 300 000 hodočasnika koji svojim molitvama traže, ali i nalaze utjehu, duhovnu snagu i ozdravljenje te euharistijskim slavljem i sakramentom ispovijedi učvršćuju vlastitu vjeru i predanost Bogu. Tijekom 17. i 18. stoljeća i mnogi su vjernici iz Hrvatske hodočastili u Maria Taferl.
Dana 15. prosinca 1947. papa Pio XII. dodijelio je župnoj i hodočasničkoj crkvi Maria Taferl počasni naslov manje bazilike (lat. basilica minor). Od godine 1969. svetištem upravljaju Oblati Bezgrješne Djevice Marije.
Odredbom austrijskoga Saveznog ureda za zaštitu spomenika (njem. Bundesdenkmalamt, skraćeno BDA) od 1. rujna 2008., hodočasničkoj bazilici Maria Taferl dodijeljen je status zaštićenoga kulturnog dobra (BDA: 50199, Objekt-ID: 54927).

## Vanjske poveznice

### Sestrinski projekti
|  | Zajednički poslužitelj ima još gradiva o temi Hodočasnička bazilika Maria Taferl |

### Mrežna mjesta
- Službene mrežne stranice hodočasničke bazilike Maria Taferl (njem.)
- YouTube: Peter Hellensteiner: Basilika und Wallfahrtskirche Maria Taferl
- TripAdvisor: Explore Maria Taferl (engl.) (turističke informacije)